# Посланников переулок
Посла́нников переу́лок — улица в центре Москвы в Басманном районе между Бауманской и Волховским переулком.

## Происхождение названия
В нач. XVIII в. — Посланницкая улица (позже Посланниковский и Посланнический пер.).
Общепринята версия А. А. Мартынова,что название связано с домовладельцем 1745 г. прусским посланником Акселем фон Мардефельдом. Однако в 1745 дом его был вовсе не здесь, а на Немецкой (ныне Бауманской) ул. в районе д.57. Кроме того, Мардефельд приехал в Россию в 1724, а название Посланницкая улица фигурирует уже в актовой книге 1715 года.

## Описание
Посланников переулок начинается от Бауманской улицы напротив Лефортовского переулка, проходит на восток параллельно Ладожской улице до Волховского переулка.

## Здания и сооружения
По нечётной стороне:
- № 3 — в этом доме с 1897 по 1904 годы жил учёный С. А. Чаплыгин[4].
- № 9 — Епархиальное училище с домовой церковью московских святителей Петра, Алексия, Ионы и Филиппа (1898—1899 гг., архитектор В. Г. Сретенский).

## Галерея

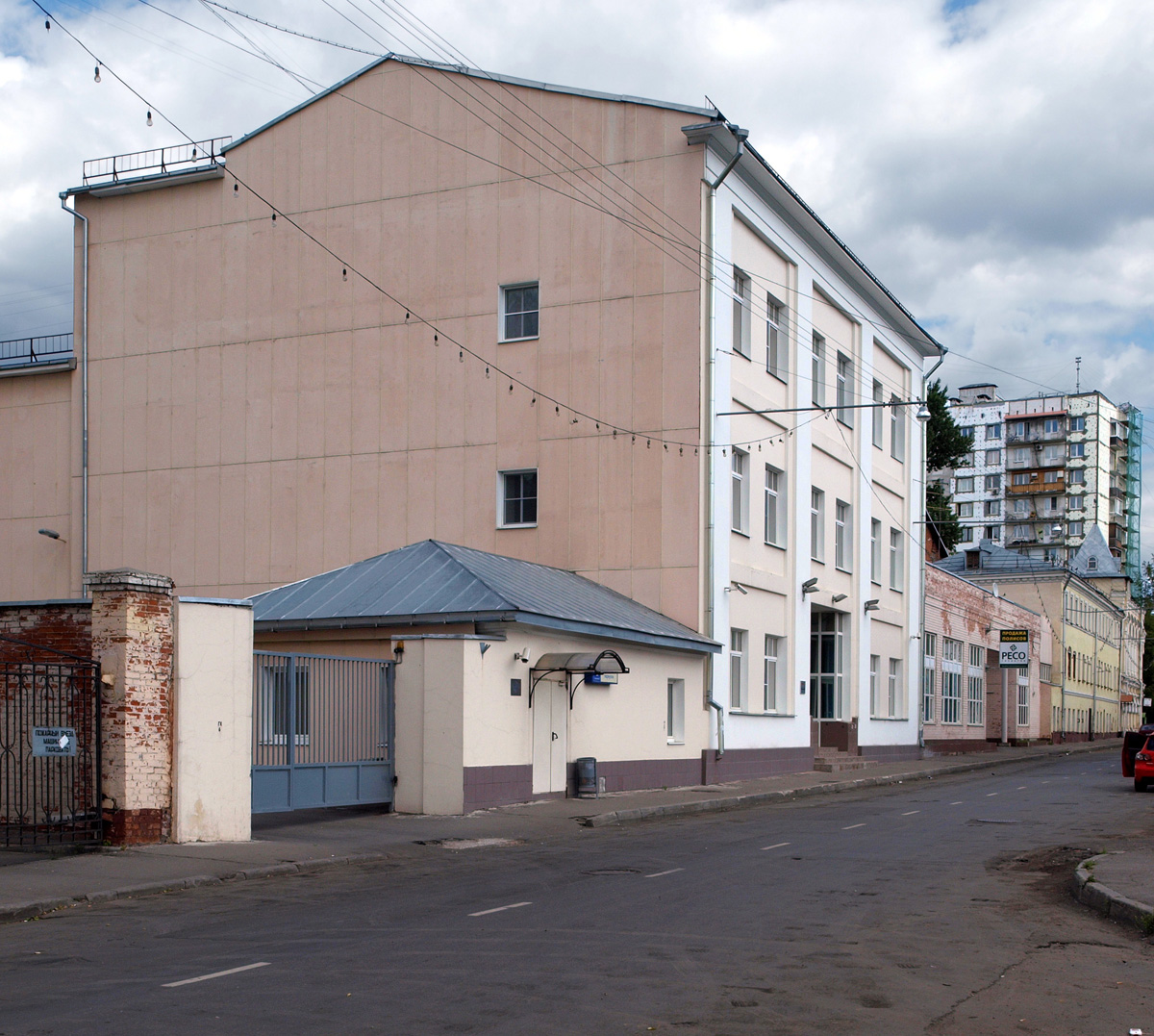
№ 5.
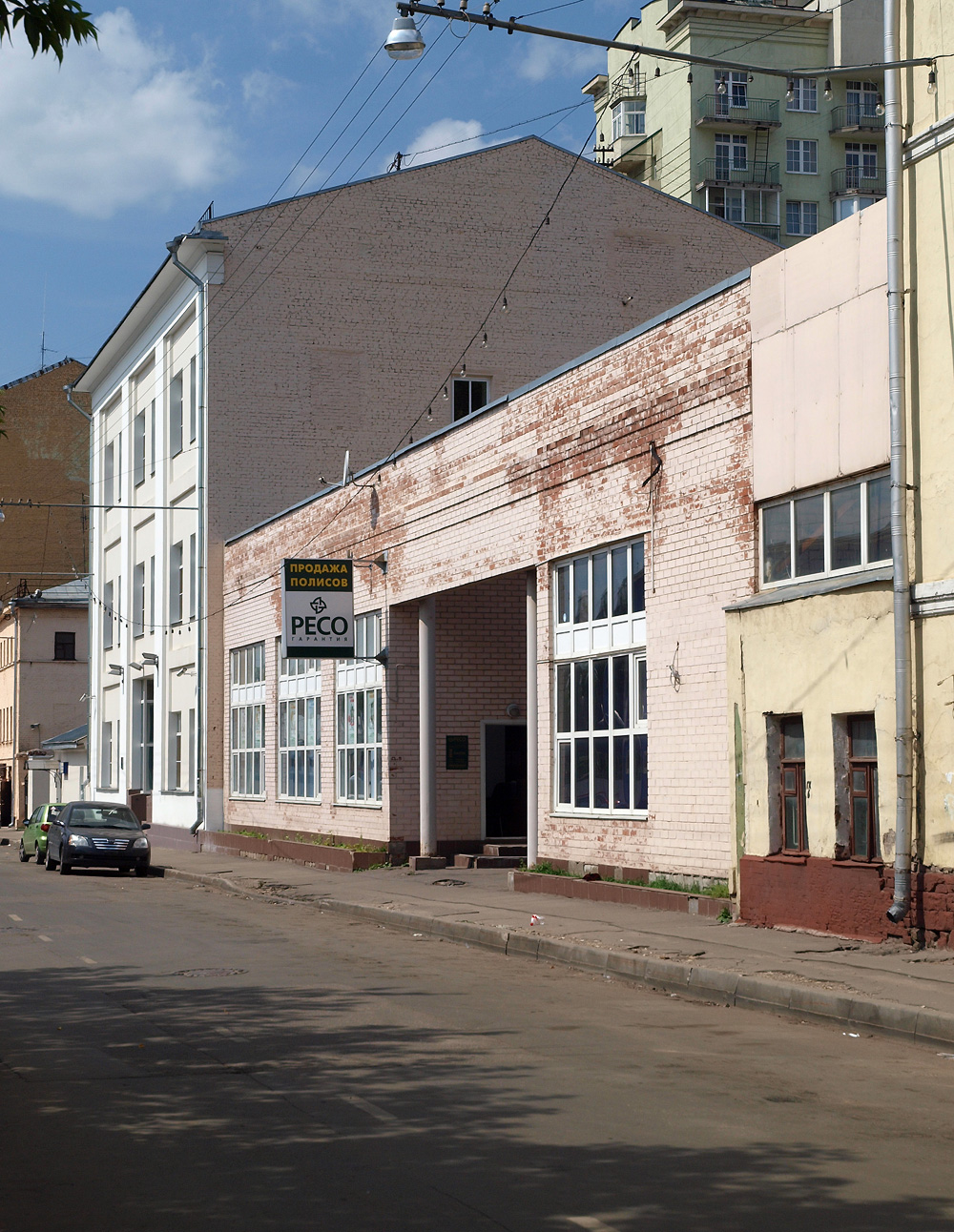
№ 7.
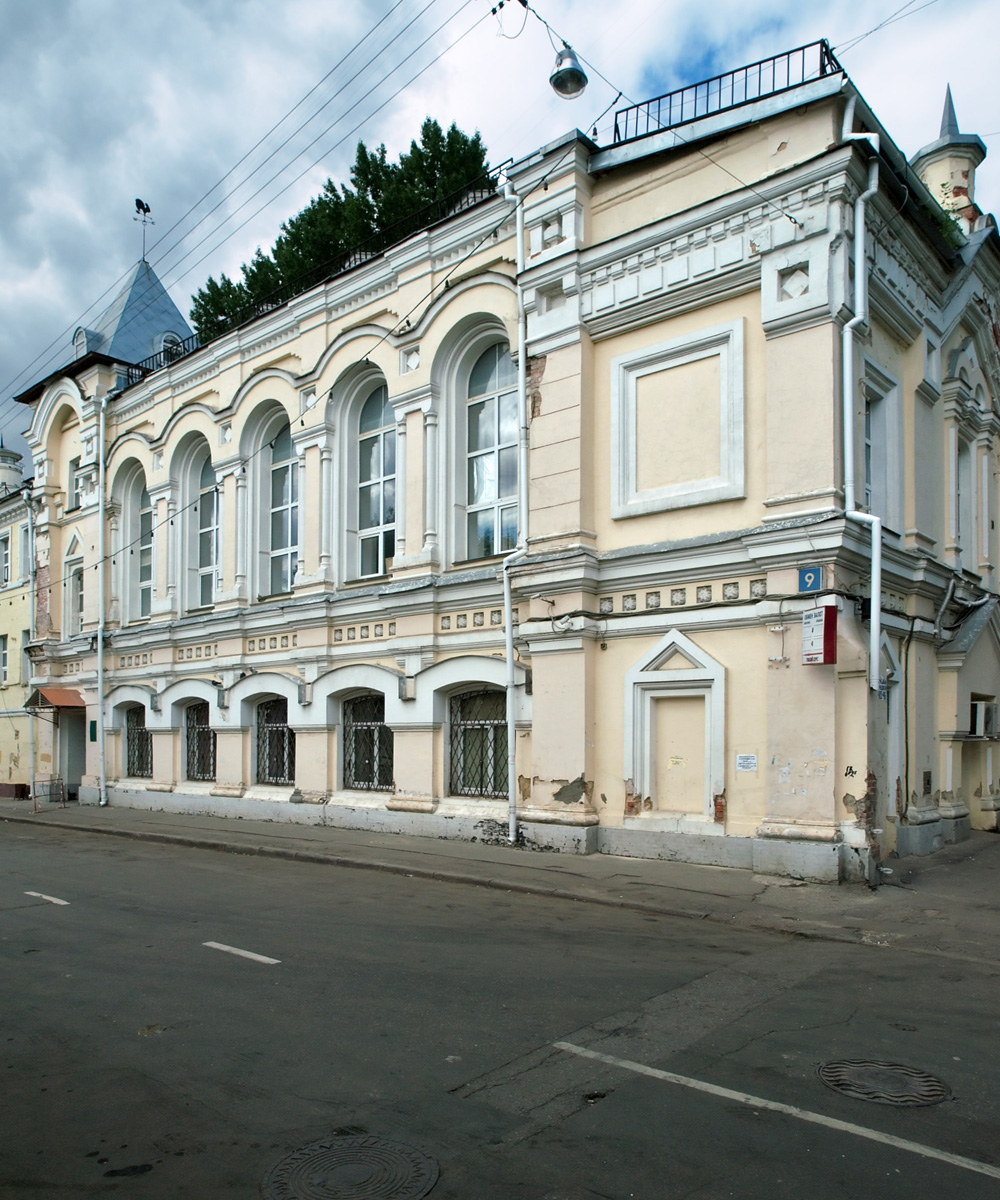
№ 9.

## Транспорт
По переулку маршруты наземного транспорта не проходят. Ближайшие остановки расположены на Бауманской улице, где проходят трамваи Б, 37, 45, 50, автобусы 425, 440.